# Epapa
Epapa är en ort i Mexiko.   Den ligger i kommunen Jalacingo och delstaten Veracruz, i den sydöstra delen av landet, 200 km öster om huvudstaden Mexico City. Epapa ligger 1 020 meter över havet och antalet invånare är 557.
Terrängen runt Epapa är huvudsakligen kuperad, men söderut är den bergig. Runt Epapa är det ganska tätbefolkat, med 160 invånare per kvadratkilometer. Närmaste större samhälle är Teziutlan, 13,0 km sydväst om Epapa. I omgivningarna runt Epapa växer i huvudsak städsegrön lövskog.